# جنگل (فیلم ۲۰۲۱)
جنگل (انگلیسی: Forest) (به هندی: Vanam)فیلم دلهره‌آور هندی تامیل-زبان، تولید سال ۲۰۲۱ است که کارگردانی آن را سریکانتان آناند بر عهده داشت. بازیگران اصلی فیلم وتری، آنو سیتارا و سمروتی ونکات هستند. فیلم در روز ۲۶ نوامبر ۲۰۲۱ اکران شد.